# Neukirchen an der Enknach
Neukirchen an der Enknach es una localidad del distrito de Braunau am Inn, en el estado de Alta Austria, Austria, con una población estimada a principio del año 2018 de 2212 habitantes. 
Se encuentra ubicada al oeste del estado, cerca de la frontera con Alemania y el estado de Salzburgo, y del río Eno —un afluente derecho del Danubio—.